# Summit Lake Park
Summit Lake Park är en park i Kanada.   Den ligger i provinsen British Columbia, i den södra delen av landet, 3 100 km väster om huvudstaden Ottawa. Summit Lake Park ligger 1 101 meter över havet. Den ligger vid sjön Summit Lake.
Terrängen runt Summit Lake Park är bergig västerut, men österut är den kuperad. Trakten runt Summit Lake Park är nära nog obefolkad, med mindre än två invånare per kvadratkilometer.. Närmaste större samhälle är Nakusp, 14,6 km nordväst om Summit Lake Park.
I omgivningarna runt Summit Lake Park växer i huvudsak barrskog.